# Вассиан (Пятницкий)
Архиепископ Вассиан (в миру Владимир Васильевич Пятницкий; 10 (22) марта 1879, Москва — 9 января 1941, Ухтпечлаг) — епископ Русской православной церкви, архиепископ Тамбовский и Шацкий. День памяти 27 декабря (9 января).
Причислен к лику святых Русской православной церкви в 2000 году (с 2013 года его память по причине, которая не была объяснена, исключена из календаря Русской православной церкви, выпускаемого Издательством Московской патриархии).

## Адвокат
Родился в купеческой семье 10 марта 1879 года. В 1902 году окончил юридический факультет Московского университета. Работал помощником присяжного поверенного у Фёдора Никифоровича Плевако, затем стал присяжным поверенным. Недолго был женат, но затем получил развод.

## В Троице-Сергиевой лавре
В 1909 году оставил успешно складывавшуюся адвокатскую карьеру и поступил послушником в пустынь Параклит при Троице-Сергиевой лавре. С 1910 года был послушником Троице-Сергиевой лавры.
6 октября 1913 года пострижен в монашество, 13 октября — во иеродиакона, с 15 августа 1914 — иеромонах.
В 1913—1917 годах учился в Московской духовной академии, которую окончил со степенью кандидата богословия и был оставлен при академии профессорским стипендиатом по кафедре библейской археологии и еврейского языка.
В 1914—1916 годах служил священником военно-санитарного поезда.
Мемуарист С. А. Волков так писал о нём: «Вассиан умел разграничить области веры и позитивного знания: в первой он был твёрд и послушен, в другой — последовательно критичен и аналитичен. Другими словами, он являл совсем не редкий в то время тип подлинного учёного, чья искренняя и глубокая вера нисколько не мешает глубоко продуктивной научной деятельности». Волков отмечал и его дар проповедника: «Его проповеди были поразительны и по содержанию, и по мастерству изложения».
С 1919 года служил в Пятницкой церкви города Сергиева, был возведён в сан игумена.

## Архиерей
8 августа 1921 года хиротонисан во епископа Егорьевского, викария Московской епархии.
29 октября 1921 года арестован в Егорьевске. Этапирован в Рязанскую тюрьму. С 2 января 1922 года содержался в Бутырской тюрьме. Верующие просили о его освобождении — несколько сотен из них подписали соответствующее письмо в революционный трибунал. 7 февраля 1922 года по ходатайству Политического Красного Креста постановлением ВЧК освобождён под поручительство.
С 1922 года жил в Москве, служил в Благовещенском храме на Бережках.
Признал обновленческое Высшее церковное управление (ВЦУ). 26 июня 1922 года постановлением обновленческого ВЦУ переименован в епископа Егорьевского, викария Московской епархии.
В августе 1922 года был участником всероссийского съезда «Живой церкви», но уже 20 августа примкнул к Союзу церковного возрождения (СЦВ). 24 августа 1922 года избран членом центрального комитета СЦВ. В декабре 1922 года назначен епископом Владикавказским. Назначение не принял.
В 1923 году принёс покаяние патриарху Тихону и был оставлен на Егорьевской кафедре.
В декабре 1925 года присоединился к группе архиереев во главе с архиепископом Григорием (Яцковским), которая выступала за соборное управление церковью и создала Временный высший церковный совет (ВВЦС). Это движение позднее получило название «григорианский раскол». Подписал «наказ» участников группы, в котором говорилось о необходимости созыва в ближайшие месяцы Церковного собора и указывалось, что ВВЦС находится в молитвенно-каноническом общении с патриаршим местоблюстителем митрополитом Петром (Полянским). В то же время не подписал послание «ко всем верным чадам Святой Православной Церкви» с критикой деятельности патриарха Тихона и митрополита Петра. Кроме того, не вошёл в состав ВВЦС.
В мае 1926 года принёс покаяние, отказавшись от дальнейшего участия в григорианском расколе. Затем был сторонником митрополита Сергия (Страгородского).
С 22 июня 1927 года — епископ Козловский, управляющий Тамбовской епархией.
С 9 апреля 1930 года — архиепископ Тамбовский и Шацкий.
В 1930—1931 годах находился под арестом по обвинению в «антисоветской и контрреволюционной деятельности».

## Последний арест и кончина в заключении
26 октября 1935 года был арестован и 25 апреля 1936 года приговорён к восьми годам лишения свободы. Срок отбывал в Ухтпечлаге. Первоначально работал в лагере на лесоразработках, затем был признан инвалидом. По некоторым данным, перед смертью от дистрофии был переведён в тюремную больницу Свердловска, где и скончался.
27 декабря 2000 года постановлением Священного синода Русской православной церкви был включён в Собор новомучеников и исповедников Российских.

## Труды
- Ветхозаветные чудеса воскрешения: Анализ текста повествования Библии и доп. данные: Канд. дис. / МДА. Серг. П., 1918. Ркп. (ОР РГБ);
- Беседа на день святого апостола, евангелиста и девственника Иоанна Богослова (сказана в Москве 8 мая 1925 г.) // Журнал Московской Патриархии. 1969. — № 10. — С. 27-31.
- Слово в Неделю Всех святых Российских // Журнал Московской Патриархии. 1990. — № 6. — С. 42-45.
  - Слово в Неделю всех святых, в земли Российской просиявших // Андреевский вестник / ОДС. 2001. № 2 (3).